# Kfar Hasidim
Kfar Hasidim (în ebraică:כְּפַר חֲסִידִים- Sat de hasidim, (cunoscut și ca Kfar Hasidim Alef, pentru a-l distinge de Kfar Hasidim Beit) este un moșav în nordul Israelului, în districtul Haifa, lângă orașul Kiryat Ata, și ținând din punct de vedere administrativ de Consiliul Regional Zevulun. În anul 2019 avea 842 locuitori.

## Poziție geografică
Kfar Hasidim se află la 6 km sud-est de Haifa, 6 km sud de Kiryat Ata și la nord-est de kibuțul Yagur.

## Istorie

### Epoca otomană. Satul Harbaj
În timpul dominației otomane în Palestina a existat in acest loc un sat arab numit Harbaj (denumire provenind din numele unei persoane).În anul 1748 el a fost fortificat de către domnitorul Galileei, Dhahar Al Omar, iar urme ale fortificației au persistat până la finele secolului al XIX_lea. Satul este menționat ca El Harchieh pe harta Palestinei desenată de Pierre Jacotin în 1799. 
În 1875 Victor Guérin a gasit aici circa 30 de case locuite.În mijlocul satului se afla o fântănă. În 1881 mare, astupată parțial.
În 1881 în cartea Prospecțiunii Palestinei de vest (Survey of Western Palestine), efectuată de Fondul de Explorare al Palestinei este descris satul Harbaj, un cătun cu case de chirpici, aflat în câmpie, având o fântână în nord și măslini în partea de est. 
Un recensământ din jurul anului 1887 arată că Al Harbaj avea 75 locuitori, cu toții musulmani.

### Perioada mandatului britanic

#### Satul Harbaj
La recensământul efectuat de autoritățile britanice din Palestina în anul 1922, Harbaj era populat de 177 locuitori musulmani.

#### Kfar Hasidim. Cumpărarea pământurilor arendate satului Harbaj
Kfar Hasidim a fost întemeiat în anul 1924 de două grupuri de emigranți evrei hasidim din Polonia, care au venit în Palestina,în ebraică -Țara Israelului, în cadrul așa numitei Aliya a IV-a (Al patrulea val de emigrație). Aceștia erau evrei ultraortodocși, păstoriți de rabinul Yehezkel Taub, admorul din Yablono și rabinul Israel Elazar Hofstein din Kozienice și care au răspuns la chemarea rabinului Yeshayahu Shapira, din mișcarea religioasă sionistă Hapoel Hamizrahi. Acesta din urmă venise în Polonia din partea companiei de colonizare sionistă „Hakhsharat Haishuv”(Israel Land Development Company) Spre deosebire de majoritatea conducătorilor hasidici din acea vreme, acești doi rabini au văzut în reașezarea în patria istorică, Palestina, o soluție legitimă pentru obștile lor. Yeshayahu Hankin în numele  Companiei Haskhsharat Haishuv a achiziționat pământuri în Valea Zevulun, la est de Golful Haifa, mai ales în satele arabe Harbaj, Hartiye și Sheikh Abrek, în cadrul unei mai mari tranzacții de terenuri cu moșierul palestinian creștin Alexander Sursuk care trăia la BeirutRabinul Taub și adepții săi și rabinul Hofștein și adeptii sai au cumpărat pământurile de la Harbaj, plătind un avans și obligându-se la rate pe vreme de cinci ani. Ei au înființat, respectiv, așezările numite Nahalat Yaakov (Moștenirea lui Iacob) și Avodat Israel (Munca lui Israel). 
La acea vreme locuiau în satul Harbaj pe pământuri luate în arendă 50 de familii arabe. După 1931, vreme de mai mulți ani, după cumpărarea terenurilor, Agenția Evreiască s-a luptat să obțină evacuarea locuitorilor din Harbaj.   
În anul 1931 noul sat Kfar Hasidim avea o populație de 420 de persoane, cu toți evrei, care locuiau în 104 case. În 1945 Kfar Hasidim avea 980 locuitori, de etnie și religie evreiască.
Makhuli care în 1935 a vizitat Tel Harbaj din partea Departamentului de Antichități al Palestinei mandatare a observat că partea zidului exterior de pe înălțimea de est a locului a fost demolată și toate pietrele au fost luate.

### Statul Israel
În 1950 locuitorii neagricultori ai satului s-au separat într-o așezare aparte numită Kfar Hasidim Beit.
În 1937 alături de moșav a luat, între timp, ființă Kfar Hanoar Hadati (Satul tineretului religios) în care învățau în anii 2000 circa 1000 elevi.
La Kfar Hasidim s-a deschis ulterior un centru de integrare al emigranților din populația Bnei Menashe din nord-estul Indiei.

### Personalități
- Shlomo Goren,  rabin șef al armatei israeliene și apoi Șef rabin așkenaz al Israelului (1973-1983) a crescut in Kfar Hasidim, tatăl său numărându-se între fondatorii localității
- Ehud Yonay -  autorul articolului „Top Guns”, pe care se bazează scenariul filmului american Top Gun,

a fost un locuitor al moșavului   
- Yitish Titi Aynaw, care a fost Miss Israel în anul 2013 , născută în Etiopia - a fost absolventă a Satului tineretului religios din Kfar Hasidim